# Park Hye-su
Park Hye-su, auch Park Hye-soo geschrieben, (* 24. November 1994 in Seoul) ist eine südkoreanische Schauspielerin und Sängerin.

## Leben
Park Hye-su erlangte 2014 erste Bekanntheit als Teilnehmerin der vierten Staffel der Castingshow K-pop Star, gelangte jedoch nicht unter die besten zehn Teilnehmer. Im selben Jahr steuerte sie das Lied Love Song für den Soundtrack zur Fernsehserie Who Are You: School 2015 bei und konnte sich damit auf Platz acht der Gaon Chart platzieren. 
2016 begann Park Hye-su ihre Laufbahn als Schauspielerin. Ihre erste Filmrolle erhielt sie 2016 im Fantasy-Drama Will You Be There? (basierend auf dem Roman Wirst du da sein? von Guillaume Musso). Im selben Jahr folgte die Hauptrolle der Yoo Eun-jae in der ersten Staffel der Fernsehserie Hello, My Twenties!, die in Staffel zwei von Ji Woo übernommen wurde. Für ihre Rolle wurde Park Hye-su 2016 mit dem Rising Star Award der Asia Artist Awards ausgezeichnet. 2017 spielte sie die jugendliche Shin Saimdang in drei Folgen der Historienserie Saimdang, Memoir of Colors und übernahm eine Hauptrolle in der 16 Folgen langen Liebeskomödie Introverted Boss. Ebenfalls 2017 nahm sie zudem an der Musikshow King of Mask Singer teil.
2018 übernahm Park Hye-su eine der Hauptrollen als Yang Pan-rae in dem im Koreakrieg spielenden Musikdrama Swing Kids. 2020 wirkte sie an der Seite von Ko Ah-seong in der Tragikomödie Samjin Company English Class mit.
Im Februar 2021 sollte die erste Folge der Fernsehserie Dear.M mit Park Hye-su in der Hauptrolle ausgestrahlt werden. Aufgrund von im selben Monat publik gemachter Mobbingvorwürfe zwei ehemaliger Schüler der Schauspielerin wurde die Veröffentlichung der Serie jedoch auf unbestimmte Zeit verschoben. Park Hye-su, die seitdem in keiner neuen Film- oder Serienproduktion aufgetreten ist, bestritt die Vorwürfe und behauptete, selbst Opfer von Mobbing gewesen zu sein. Die Veröffentlichung von Dear.M erfolgte 2022.

## Filmografie (Auswahl)
- 2016: Will You Be There? (Dangsin, Geogi Isseojullaeyo)
- 2016: Hello, My Twenties! (Cheongchunsidae; Fernsehserie, 12 Folgen)
- 2017: Saimdang, Memoir of Colors (Saimdang, Bichui Ilgi; Fernsehserie, drei Folgen)
- 2017: Introverted Boss (Naeseongjeogin Boseu; Fernsehserie, 16 Folgen)
- 2018: Swing Kids (Seuwingkijeu)
- 2020: Samjin Company English Class (Samjingeurup Yeongeotoikban)
- 2022: Dear.M (Di-eo-em; Fernsehserie, 12 Folgen)